# گرت یوئار
گرت یوئار (استونیایی: Gert Jõeäär؛ زادهٔ ۹ ژوئیهٔ ۱۹۸۷) دوچرخه‌سوار اهل استونی است.
از افتخارات وی می‌توان به کسب مقام اول در تور دوچرخه‌سواری استونی ۲۰۱۳ و تور دوچرخه‌سواری فلاندر غربی ۲۰۱۴ اشاره کرد.